# Cộng hòa Ý (Napoléon)
Cộng hòa Ý (tiếng Ý: Repubblica Italiana) là một nước cộng hòa tồn tại trong thời gian ngắn (1802-1805) nằm ở miền Bắc nước Ý. Napoléon Bonaparte là tổng thống và thủ đô của nó là Milan.

## Cộng hòa
Cộng hòa Ý là sự kế thừa của Cộng hòa Calupine, đã thay đổi hiến pháp để cho phép lãnh sự Pháp Napoleon trở thành tổng thống. Hiến pháp mới đã đổi tên quốc gia này thành "Cộng hòa Ý"; lãnh thổ của nó bao gồm cùng một khu vực bao gồm Cộng hòa Calupine đặc biệt là vùng Bologna và Romagna.
Cộng hòa Ý có diện tích hơn 42.500 kilometer2 (16.400 mil2), và dân số 3.240.000 trong 12 phần. Milan là thủ đô, trung tâm chính có 124.000 dân vào năm 1764. Đất nước thịnh vượng mặc dù thiếu thốn kinh nghiệm trong các thế kỷ trước. Nền kinh tế của nó dựa trên việc trồng ngũ cốc và chăn nuôi, cộng với một ngành công nghiệp nhỏ đang phát triển, đặc biệt là sản xuất tơ, lụa.
Quốc kỳ Ý duy trì ba màu quốc gia của Ý-Milan, nhưng với một mẫu mới, ít mang tính cách mạng. Biểu tượng được đặt ra trong một nghị định vào ngày 13 tháng 5 năm 1802. Một hiệp ước hữu nghị và thương mại với Cộng hòa San Marino đã được ký kết vào ngày 10 tháng 6 năm 1802, Concordat với Tòa thánh vào ngày 16 tháng 9 năm 1803.
Chính phủ đã tạo ra lực lượng Vệ binh Quốc gia Ý, hiến binh quốc gia và cảnh sát tài chính; hệ thống số liệu đã được giới thiệu và tiền tệ quốc gia đã được lên kế hoạch, mặc dù nó không bao giờ được in trong thời kỳ Cộng hòa.
Năm 1805, theo những giả định của Bonaparte về danh hiệu Hoàng đế Pháp, Cộng hòa Ý được đổi thành Vương quốc Ý (Regno d'Italia), với Napoléon là vua và con trai riêng của ông ta là Eugène de Beauharnais làm phó vương.